# Nicorps
Nicorps ist eine französische Gemeinde mit 361 Einwohnern (Stand 1. Januar 2022) im Département Manche in der Region Normandie. Sie gehört zum Arrondissement Coutances und zum Kanton Coutances. 
Sie grenzt im Nordwesten an Coutances, im Westen und im Norden an Saint-Pierre-de-Coutances, im Nordosten an Courcy, im Osten an Ouville und im Süden an Saussey.

## Bevölkerungsentwicklung
| Jahr      | 1962 | 1968 | 1975 | 1982 | 1990 | 1999 | 2008 | 2018 |
| --------- | ---- | ---- | ---- | ---- | ---- | ---- | ---- | ---- |
| Einwohner | 273  | 248  | 250  | 320  | 346  | 377  | 423  | 399  |

## Sehenswürdigkeiten
- Baum mit dem Label „Arbres remarquable“ aufgrund seiner außergewöhnlichen, 600-jährigen Lebensgeschichte
- Kirche Saint-Corneille

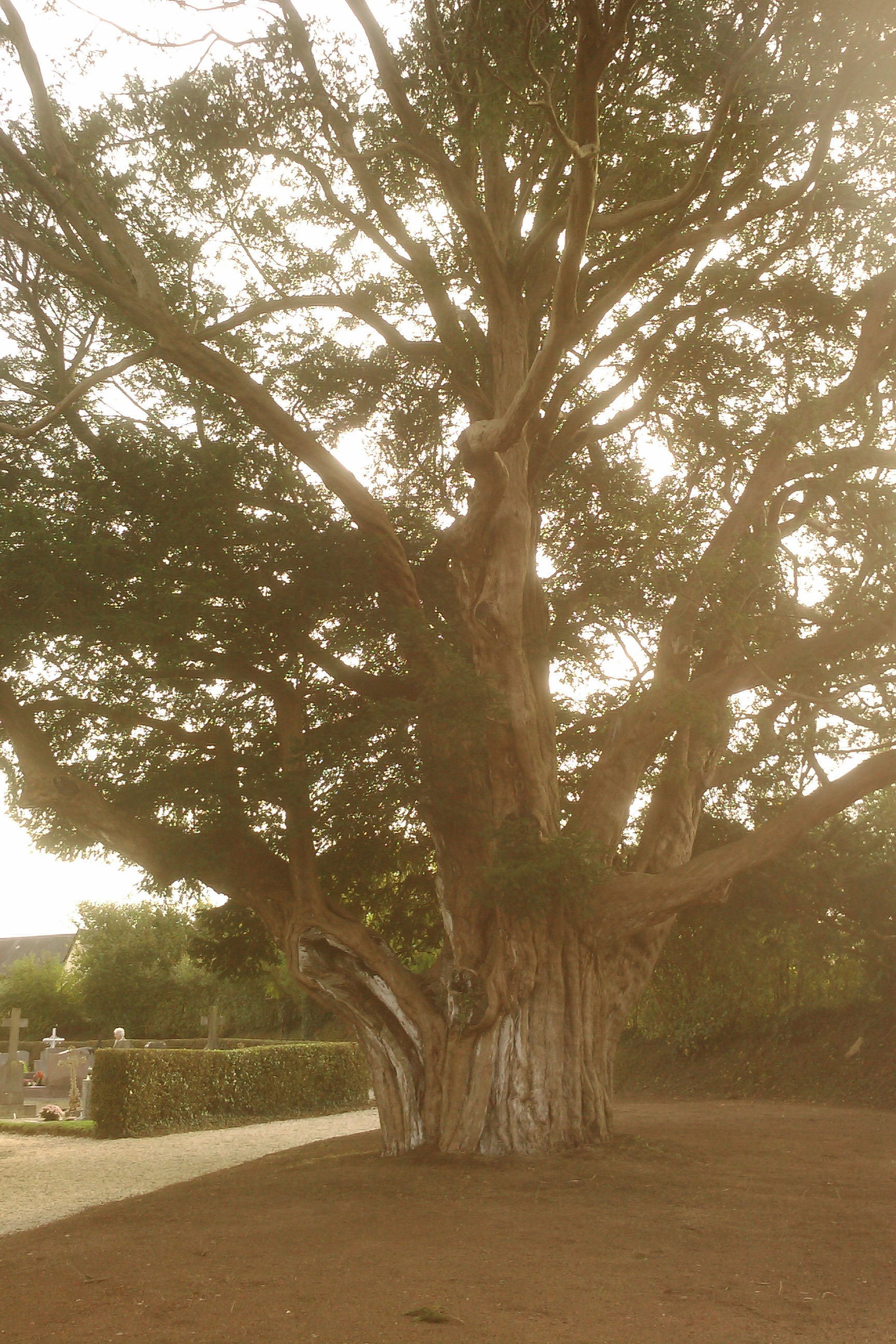
Der Baum, der vom zuständigen Verein zu einem Arbre remarquable erkoren wurde
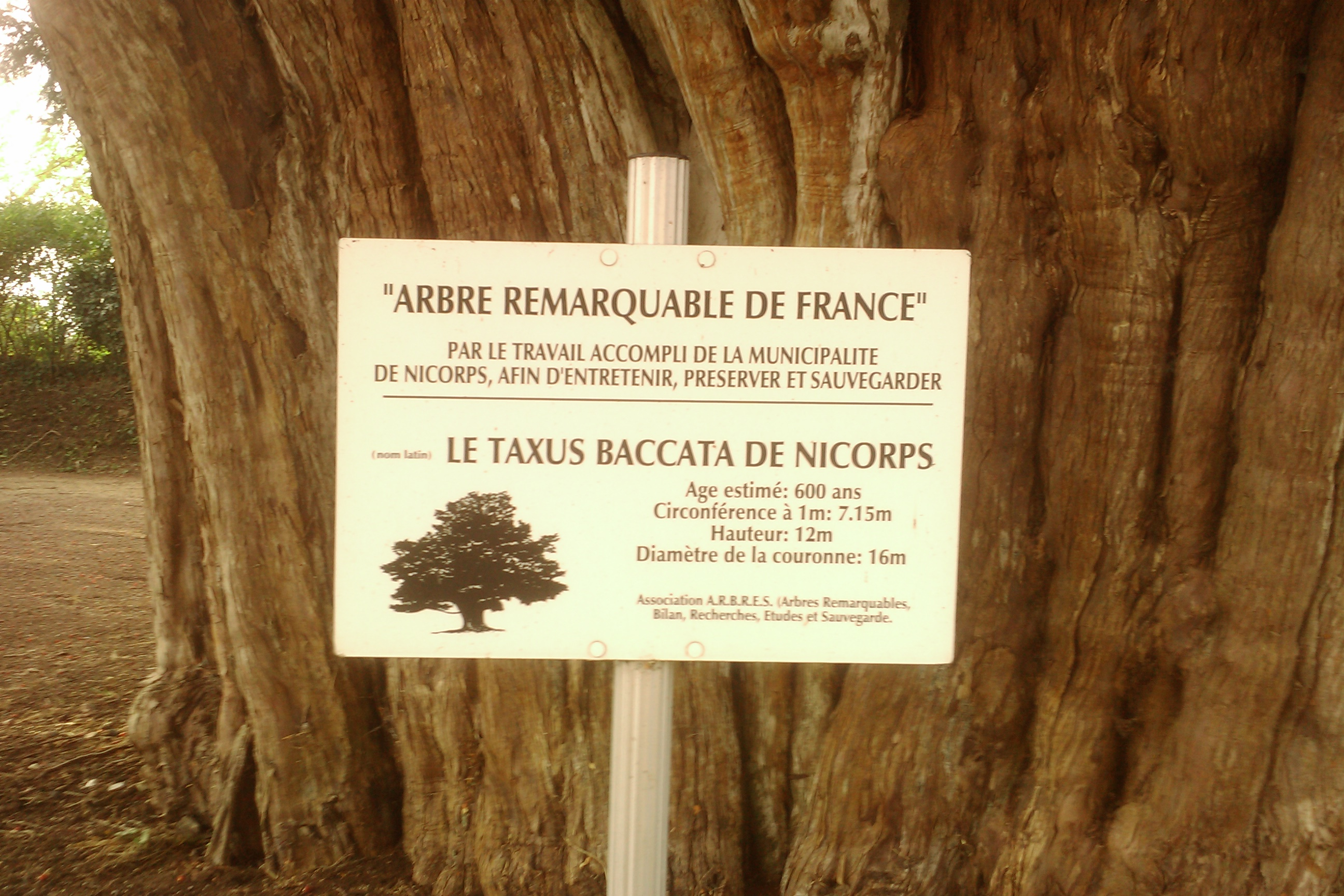
Orientierungstafel beim Baum
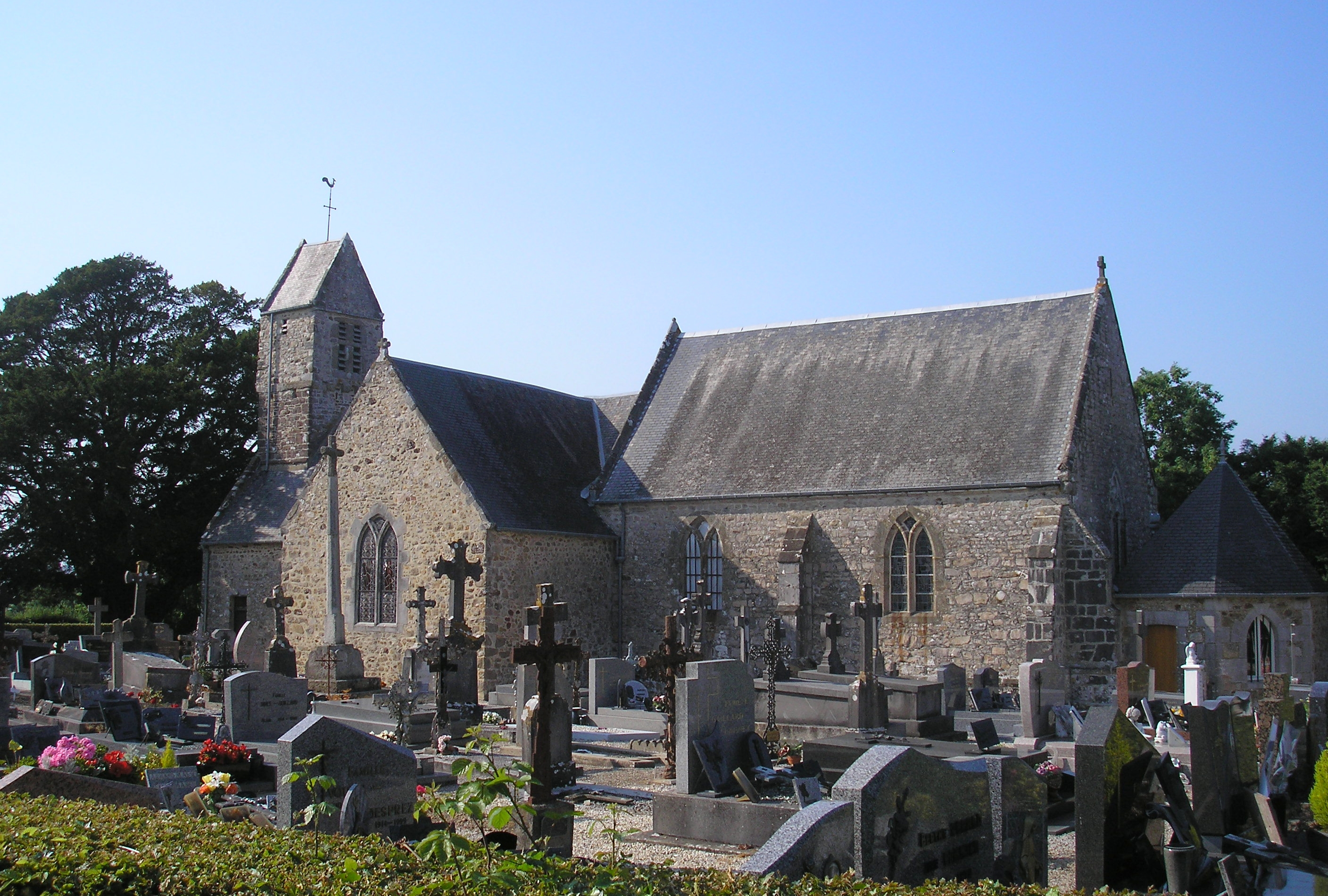
Kirche Saint-Corneille